# سوزان بيرنت
سوزان بيرنت (بالإنجليزية: Susan Burnet)‏ هي ممثلة بريطانية، ولدت في 25 نوفمبر 1938 في هراري في زيمبابوي، وتوفيت في 17 يناير 2010 في لندن في المملكة المتحدة.

## وصلات خارجية
- سوزان بيرنت على موقع IMDb (الإنجليزية)
- سوزان بيرنت على موقع قاعدة بيانات الفيلم (الإنجليزية)